# Wertsicherungsklausel
Die Wertsicherungsklausel (auch Preisklausel; englisch value assurance clause) ist eine Klausel in Verträgen, durch die Geldschulden vor Veränderungen des Geldwerts geschützt werden sollen, um sie der Geldentwertung (Inflation) zu entziehen.

## Arten
Nach der Bezugsgröße, an die die Geldschuld bzw. Forderung gebunden wird, werden verschiedene Arten von Wertsicherungsklauseln unterschieden: Bei der Bindung an einen Preisindex als Bezugsgröße, beispielsweise einen Index der Verbraucherpreise oder Baukosten, spricht man von einer Indexklausel oder Preisanpassungsklausel, die Kopplung an den Index bezeichnet man als Indexierung. Synonym wird manchmal die Bezeichnung Preisgleitklausel verwendet. Weitere spezielle Wertsicherungsklauseln sind Goldklauseln, die die Höhe der Geldschuld an eine Menge Gold oder den Goldpreis binden, Fremdwährungsklauseln, die sie an Wechselkurse binden, und Warenpreisklauseln, die die Schuld an den Preis bestimmter Waren oder Dienstleistungen koppeln. Festgehaltsklauseln binden Forderungen, beispielsweise Renten, an das Gehalt einer als Referenz verwendeten Gehaltsgruppe.
Auch ein Leistungsvorbehalt kann der Wertsicherung dienen und als eine Art Wertsicherungsklausel verstanden werden: Ähnlich wie bei den oben genannten Wertsicherungsklauseln wird die Leistung an eine Bezugsgröße gebunden. Für den Fall, dass sich die Bezugsgröße ändert, werden Neuverhandlungen zur Festsetzung der Leistungen vereinbart. Allgemeiner werden Vertragsklauseln, die eine spätere Änderung des Preises vorsehen oder die Preisfestsetzung ganz auf einen späteren Zeitpunkt verschieben als Gleitpreisklauseln oder Preisgleitklauseln bezeichnet (→ Preisgleitklausel).
Mitunter werden die Bezeichnungen auch in abweichenden Bedeutungen verwendet. So unterscheidet Kurt Lubasch Geldwertsicherungsklauseln und Preisgleitklauseln nach der Art der gesicherten Forderungen: Preisgleitklauseln fixieren Preisverhältnisse, etwa, indem Löhne an einen Lebenshaltungskostenindex gebunden werden – sie entsprechen damit weitgehend den oben genannten Indexklauseln. Die Anwendung von Preisgleitklauseln in dieser Systematik wird aber vor allem darin gesehen, Zinsen, Mieten, Löhne und ähnliche regelmäßig entstehende Geldforderungen bzw. regelmäßig zu zahlende Preise („Stromgrößen“) gegen Geldentwertung zu schützen. Geldwertsicherungsklauseln hingegen binden über einen längeren Zeitraum bestehende Forderungen („Bestandsgrößen“), vor allem Kreditschulden, an den Wert einer Gütermenge oder dem von Fremdwährungen; sie ähneln den oben genannten Warenpreis- und Währungsklauseln.

## Deutschland

### Allgemeines
Das deutsche Recht unterscheidet zwischen Geldsummen- und Geldwertansprüchen. Beide Arten sind auf Zahlung von Geld gerichtet; die ersteren haben die Leistung einer durch ein Vielfaches der Geldeinheit bestimmten Geldmenge zum Gegenstand, während die letzte auf Leistung einer Geldmenge gerichtet sind, deren Umfang durch eine Beziehung zu nicht-währungsrechtlichen Elementen bestimmt werden, wie dem Preis einer Ware zu einer bestimmten Zeit oder dem Wert eines Gegenstandes oder einer Indexzahl, und infolgedessen dem Umfang nach – gemessen an Währungseinheiten – unbestimmt sind. Wertsicherungsklauseln sollen die Geldentwertung zwischen Vertragsschluss und Zahlungszeitpunkten ausgleichen.

### Bezugsgrößen
Die geplante Wertsicherung soll durch die Anknüpfung an unterschiedliche Bezugsgrößen wie den
- Goldpreis (Goldklausel),
- Wechselkurs einer ausländischen Währung (Währungsklausel),
- Verbraucherpreisindex des Statistischen Bundesamtes,
- Baukostenindex oder
- Heizölpreis

erreicht werden. Ihre Zulässigkeit ergibt sich aus § 1 Abs. 1 PrKlG.

### Geschichte
Das im Juni 1948 in Kraft getretene Währungsgesetz (WährG) erhob die Deutsche Mark zum alleinigen gesetzlichen Zahlungsmittel in der Bundesrepublik Deutschland. Es verlieh dem Nominalwertprinzip (Mark 1948 = Mark 1998) Geltung und ignorierte den durch Inflation eingetretenen Verfall des Realwerts der Währung. Konsequent verfolgte es auch Vereinbarungen in der Wirtschaftspraxis, die mit Hilfe von Wertsicherungsklauseln versuchte, den Verfall des Realwerts bei einzelnen Schuldverhältnissen auszuschalten. Deshalb unterzog es in § 3 Satz 2 WährG Wertsicherungsklauseln einer Genehmigungspflicht durch die Deutsche Bundesbank, die eine restriktive Genehmigungspolitik verfolgte. Die Vorschrift enthielt ein repressives Verbot automatischer Gleitklauseln, von dem die Bundesbank im Einzelfall nach ihrem Ermessen Ausnahmen zulassen konnte. Nach den Genehmigungsgrundsätzen der Bundesbank vom 9. Juni 1978 und der bisherigen Genehmigungspraxis zu § 3 WährG konnten Gleitklauseln praktisch nur dann genehmigt werden, wenn die Verträge vom Vermieter vor Ablauf von zehn Jahren nicht ordentlich gekündigt werden durften und wenn die Veränderung der Miethöhe von der Entwicklung des Lebenshaltungskostenindexes abhängig war. Andere Bezugsgrößen kamen praktisch nicht in Betracht. Das WährG wurde im Juni 1998 aufgehoben, so dass das Verbot von Wertsicherungsklauseln (Indexierungsverbot, Indexklauselverbot) ab Januar 1999 entfiel.
Das im September 2007 in Kraft getretene Preisklauselgesetz (PrKlG) lässt Preisklauseln insbesondere bei Dauerschuldverhältnissen zu, wenn der geschuldete Betrag durch die Änderung eines von dem Statistischen Bundesamt oder einem Statistischen Landesamt ermittelten Preisindexes für die Gesamtlebenshaltung oder eines vom Statistischen Amt der Europäischen Gemeinschaft ermittelten Verbraucherpreisindexes bestimmt werden soll (§ 3 Abs. 1 PrKlG). Die Verträge müssen demnach auf Lebenszeit eines der Beteiligten abgeschlossen sein oder eine Laufzeit von mindestens 10 Jahren haben. Es nimmt auch den Geld- und Kapitalverkehr einschließlich der Finanzinstrumente im Sinne des § 1 Abs. 11 KWG sowie die hierauf bezogenen Pensions- und Darlehensgeschäfte ausdrücklich vom Indexierungsverbot aus (§ 5 PrKlG). Verboten sind lediglich Preisklauseln, wenn Geldschulden unmittelbar und selbsttätig durch den Preis oder Wert von anderen Gütern oder Leistungen bestimmt werden, die mit den vereinbarten Gütern oder Leistungen nicht vergleichbar sind (§ 1 Abs. 1 PrKlG). Dieses Verbot gilt nicht für sogenannte Preisgleitklauseln. Zu diesen zählen Leistungsvorbehaltsklauseln, Spannungsklauseln, Kostenelementeklauseln (jeweils wie in § 1 Abs. 2 PrKlG beschrieben) und Klauseln, die lediglich zu einer Ermäßigung der Geldschuld führen können. Durch das Inkrafttreten des Preisklauselgesetzes am 14. September 2007 wurden Wertsicherungsklauseln, die bis dahin weder genehmigungsfrei noch genehmigt waren und für die bis dahin keine Genehmigung beantragt war, mit Wirkung für die Zukunft auflösend bedingt wirksam (§ 9 PrKlG). Wertsicherungsklauseln, die nicht den Ausnahmen unterliegen, sind unwirksam (§ 8 PrKlG).
Im Übrigen gilt eine Bereichsausnahme für die in Mietverträgen übliche Indexmiete nach § 557b BGB, die hierin erlaubt wird, und für Wärmelieferungsverträge nach der Verordnung über Allgemeine Bedingungen für die Versorgung mit Fernwärme vom April 1980.

### Wirtschaftliche Aspekte der Wertsicherungsklauseln
Das Nominalwertprinzip verlangt, dass bei Geldsummenschulden deren Nominalwert maßgebend ist. Danach ist für den Zahlungswert des Geldes nicht sein Substanzwert, sondern sein Nennwert maßgebend; die Höhe betragsmäßig festgelegter Geldschulden bleibt von der Veränderung des Geldwertes grundsätzlich unberührt. Der Schuldner befreit sich durch Zahlung des Nennwertes der Schuld. Deshalb war beispielsweise ein im Jahre 1985 aufgenommener Kredit in Höhe von 100.000 DM am Fälligkeitstag im Jahre 2000 auch mit 100.000 DM (zuzüglich Kreditzinsen) vom Kreditnehmer zurückzuzahlen, unabhängig davon, ob und inwieweit inzwischen eine Geldentwertung stattgefunden hatte. Bei einer angenommenen Geldentwertung von kumulierten 30 % während der Kreditlaufzeit erhielt der Gläubiger seinen Kredit im Jahre 2000 tatsächlich lediglich mit einem Realwert (tatsächliche Kaufkraft des Jahres 1985) von 70 %, also 70.000 DM, zurück. Um derartige Verluste aus der Geldentwertung auszuschließen, entstand das Interesse der Gläubiger, durch Wertsicherungs- oder Indexklauseln den Nachteil der Geldentwertung auszugleichen. Das Interesse besteht insbesondere bei langfristigen Dauerschuldverhältnissen (Miete, Pacht, Erbbaurecht, Darlehen, Leasing, Energielieferung, Contracting, Renten, Leibrenten), weil sich bei ihnen die häufigeren Veränderungen des Preisniveaus deutlicher auswirken.
Abgesehen davon, dass derartige Klauseln gegen das herrschende Nominalwertprinzip verstoßen, bergen sie auch volkswirtschaftliche Gefahren in sich. Muss der Schuldner nämlich seine Geldschulden ständig an die eingetretene Geldentwertung anpassen, ohne selbst in den Genuss eines Inflationsschutzes zu gelangen (Indexlohn), so trägt er das Geldentwertungsrisiko alleine. Zudem fördern derartige Klauseln die Inflationsentwicklung, weil sie selbst preistreibend wirken und bestimmte Preissteigerungen durch Wertsicherungsklauseln automatisch zu Preissteigerungen in den durch Wertsicherungsklauseln gesicherten Vertragsverhältnissen führen. Das ist vor allem dann der Fall, wenn sich gleichlautende Wertsicherungsklauseln auf eine große Anzahl von Vertragsverhältnissen beziehen. Zudem können sie das Vertrauen in die Währung zerstören.

## International
International sind Wertsicherungsklauseln insbesondere dort beliebt, wo sich durch Hyperinflation der Geldwert vor allem auf langfristige Verträge auswirkt.
In Österreich hatte sich der Gesetzgeber veranlasst gesehen, gewisse Wertsicherungsklauseln, insbesondere Goldklauseln, im Interesse der Aufrechterhaltung der inländischen Währung in ihrer Wirkung durch gesetzliche Anordnungen zu beschränken oder zu beseitigen, so durch das Goldklauselgesetz vom 27. April 1937, die Verordnung vom 21. Juni 1939, das Gesetz vom 30. April 1936 und die Verordnung vom 16. November 1940. Heute dürfen Wertsicherungsklauseln im Bereich des Konsumentenschutzgesetzes (KSchG) nur vereinbart werden, sofern eine Schwankung des Preisindex in beide Richtungen vorgesehen ist. Wertsicherungsklauseln, die nur eine Erhöhung des Mietzinses vorsehen, verstoßen gegen das KSchG. Wertsicherungsklauseln sind zulässig, soweit sie nicht gegen ein gesetzliches Verbot oder gegen die guten Sitten verstoßen. Der OGH hat in zahlreichen Entscheidungen betont, dass die Festlegung solcher Klauseln für sich weder gesetz- noch sittenwidrig ist.
In der Schweiz werden Wertsicherungsklauseln „allgemeine Indexklauseln“ genannt, sie sind im Rahmen der allgemeinen vertrags- und persönlichkeitsrechtlichen Schranken zulässig. So ist beispielsweise die Indexierung von Unterhaltsbeiträgen für eheliche oder außereheliche Kinder (Art. 156 Abs. 2, Art. 319 ZGB) durch den Richter grundsätzlich zulässig.
In Luxemburg garantiert der Indexlohn eine automatische Anpassung der Arbeitsentgelte und gesetzlichen Renten an die durchschnittlichen Steigerungen der Lebenshaltungskosten.